# Mark Gantt
Mark Willingham Gantt IV (Stockton, 10 dicembre 1968) è un attore, regista, produttore cinematografico e scrittore statunitense.

## Doppiatori italiani
Nelle versioni in italiano delle opere in cui ha recitato, Mark Gantt è stato doppiato da:
- Gaetano Lizzio in The Shield
- Fabrizio Russotto in Dexter
- Sergio Lucchetti in Criminal Minds
- Stefano Valli in Major Crimes